# Donas (Álava)
Donas es un despoblado que actualmente forma parte del concejo de Onraita, que está situado en el municipio de Arraya-Maestu, en la provincia de Álava, País Vasco (España).

## Toponimia
A lo largo de los siglos ha sido conocido con los nombres de Donas, Donás y Donnas.

## Historia
Documentado desde 1025 (Reja de San Millán), como situado en el Distrito de Arraya, en 1691 sólo quedaba la iglesia (San Juan), cuyos restos pasaron al Museo Provincial de Álava a principios del siglo XX.